# Bananbok
Bananbok är en versbok för barn av Lennart Hellsing, med bilder av Tommy Östmar. Boken utkom 1975 på Rabén & Sjögrens förlag. En nyupplaga gavs ut 1999.
Verserna tonsattes av Georg Riedel och gavs året därpå ut som Bananskiva.